# Giáo hoàng đắc cử Stêphanô
Giáo hoàng đắc cử Stêphanô II là một linh mục thành Roma, được bầu làm Giáo hoàng vào ngày 23 tháng 3 năm 752 để kế vị Giáo hoàng Dacaria; ông mất sau đó 3 ngày do đột quỵ, trước khi được tấn phong Giám mục. Vì khi được bầu ra, ông chưa là giám mục nên cần phải được tấn phong giám mục - thời điểm đó mới được coi là thực sự bắt đầu triều đại Giáo hoàng của ông chiếu theo giáo luật đương thời; nhưng điều đó đã không bao giờ xảy ra, do vậy ông không được kể là một Giáo hoàng chính thức và bị quên đi trong các danh sách Giáo hoàng thời đó.
Sau này có tất cả tám vị Giáo hoàng khác lấy tông hiệu là Stêphanô, được đặt số hiệu từ II tới IX. Trước thế kỷ thứ 10 - trong đó bao gồm thời của các vị từ Stêphanô II tới Stêphanô VIII, thì chưa có tục lệ dùng số hiệu, những số hiệu này được gán cho các ông sau khi qua đời. Đến thời Stêphanô IX, khi tục lệ này đã trở nên phổ biến, ông được gọi và cũng tự gọi mình như thế suốt triều đại của mình: ông đã ký tên "Stephanus Papa Nonus" trong các văn kiện.
Tuy nhiên, giáo luật sau này chấp thuận rằng thời điểm đồng ý làm Giáo hoàng của người được bầu ra chính là thời điểm người đó trở thành Giáo hoàng; do đó vị Stêphanô mới chỉ đắc cử này lại được gọi là Stêphanô II. Một vài tác gia vì thế mà đã tăng số hiệu của các Giáo hoàng kế tiếp mang tông hiệu Stêphanô, tức là thành từ III tới X. Annuario Pontifico năm 1961 đã loại bỏ tên của Giáo hoàng này ra khỏi danh sách chính thức; như vậy sau một khoảng thời gian, quan điểm chính thức lại trở về như ban đầu.
Một vài tài liệu như Catholic Encyclopedia, Annuario Pontificio và Encyclopaedia Britannica đề cập đến các Giáo hoàng kế tiếp bằng cách dùng song hành cả hai cách đánh số: Stêphanô II (III) ~ Stêphanô IX (X).